# Троглітазон
Троглітазон (англ. Troglitazone, лат. Troglitazonum) — синтетичний таблетований цукрознижуючий і протизапальний лікарський засіб класу тіазолідинедіонів для прийому всередину. Препарат застосовувався для лікування цукрового діабету другого типу. Троглітазон був запатентований у 1983 році, та схвалений для клінічного застосування у 1997 році, проте пізніше вилучений з фармацевтичного обігу.

## Механізм дії
Механізм дії троглітазону, як і інших препаратів групи тіазолідинедіонів (піоглітазону і розиглітазону), полягає в активуванні рецепторів, які активуються проліфератором пероксисом.Троглітазон є лігандом як для α-рецепторів, які активуються проліфератором пероксисом, так і більш виражено — для γ-рецепторів, які активуються проліфератором пероксисом. Троглітазон також містить α-токофероїльний фрагмент, що надає йому властивості, подібної до вітаміну Е, на додаток до активації PPAR. Показано, що троглітазон зменшує запальний процес, і його застосування було пов'язане зі зниженням ядерного фактора каппа-B (NF-κB) і супутнім збільшенням його інгібітора (IκB). NF-κB є важливим регулятором клітинної транскрипції для вироблення імунної відповіді.

## Історія розробки
Троглітазон розроблений у лабораторії японської компанії «Daiichi Sankyo». У США виробленням та маркетингом препарату наприкінці 1990-х років займалась компанія «Parke-Davis», але виявилося, що він може спричинити фармакологічну ідіосинкразію, наслідком якої може стати медикаментозний гепатит. Медичний працівник FDA Джон Геріг'ян, призначений для оцінки троглітазону, не рекомендував його схвалення через потенційну високу токсичність для печінки; компанія «Parke-Davis» поскаржилася на нього у FDA, і Геріг'яна згодом усунули зі своєї посади. Група експертів FDA схвалила троглітазон в січні 1997 року. Після того, як стало відомо про часту побічну дію препарату з боку печінки, у грудні 1997 року троглітазон було вилучено з ринку Великої Британії. У 2000 році препарат відкликаний із фармацевтичного ринку США, а незабаром після цього і з ринку Японії. Троглітазон не отримував схвалення в решті європейських країн.
Троглітазон був розроблений як перший протидіабетичний препарат, механізм дії якого полягає в посиленні чутливості до інсуліну. У той час широко поширеною була думка, що такі препарати, усуваючи первинний метаболічний дефект, пов'язаний з цукровим діабетом другого типу, матимуть численні переваги, включаючи уникнення ризику гіпоглікемії, пов'язаної з виробленням інсуліну, і раніше розробленими пероральними цукрознижуючими препаратами. Крім того, вважалося, що зниження резистентності до інсуліну потенційно знизить дуже високий рівень серцево-судинних захворювань, пов'язаних з діабетом.
31 липня 1996 року компанії «Parke-Davis/Warner Lambert» подали троглітазон як препарат для лікування діабету під торговою назвою «Резулін» на розгляд FDA. Медичний працівник Джон Л. Геріг'ян, призначений для перевірки препарату, зазначив, що препарат потенційно може бути токсичним для печінки та серця, і він поставив під сумнів його ефективність у зниженні рівня цукру в крові у дорослих з діабетом, рекомендувавши не схвалювати препарат. Після скарг виробника препарату 4 листопада 1996 року Геріг'яна усунули від розгляду препарату, а його рецензію видалено FDA. Компанія заявила, що її заперечення ґрунтуються на недоречних зауваженнях рецензента. Представники компанії повідомили в консультативному комітеті, що ризик токсичності для печінки при застосуванні препарату порівнюваний з плацебо, і що додаткові дані інших досліджень підтверджують це. За словами Петера Гетше, коли компанія надала ці додаткові дані через тиждень після схвалення, вони показали значно більший ризик токсичності для печінки.
29 січня 1997 року FDA схвалила троглітазон, а в аптеках він з'явився наприкінці березня. У той час директор FDA доктор Соломон Собел, який курував ліки від діабету, сказав в інтерв'ю «New York Times», що побічні ефекти троглітазону були рідкісними та відносно легкими.
Компанія «Glaxo Wellcome» отримала схвалення Британського агентства контролю за лікарськими засобами на продаж троглітазону під торговою назвою «Romozin» у липні 1997 року. Після повідомлень про раптову появу печінкової недостатності у хворих, які отримували препарат, компанія «Parke-Davis» і FDA додали попередження до інструкції препарату, що при його застосуванні необхідний щомісячний моніторинг рівня печінкових ферментів. «Glaxo Wellcome», яка отримала ліцензію на препарат від японської компанії «Sankyo» і продавала його в Британії з 1 жовтня 1997 року, вилучив троглітазон з ринку Британії 1 грудня 1997 року.
17 травня 1998 року 55-річна хвора на ім'я Одрі ЛаРю Джонс померла від гострої печінкової недостатності після прийому троглітазону. Важливо те, що вона перебувала під пильним наглядом лікарів Національного інституту охорони здоров'я США як учасниця дослідження профілактики діабету Національного інституту діабету та захворювань органів травлення та нирок. Це поставило під сумнів ефективність стратегії моніторингу. 4 червня національний інститут здоров'я вирішив виключити троглітазон з дослідження. Епідеміолог FDA Девід Дж. Грем, якому було доручено оцінити препарат, 26 березня 1999 року попередив про небезпеку його використання та дійшов висновку, що спостереження за хворими не є ефективним для попередження печінкової недостатності. Він підрахував, що цей препарат може бути пов'язаний із більш ніж 430 порушеннями функції печінки, і що хворі мають в 1200 разів більший ризик печінкової недостатності, приймаючи троглітазон. Ендокринолог Джанет Б. Макгілл, яка брала участь у ранніх клінічних випробуваннях троглітазону компанії «Warner-Lambert», написала в листі від 1 березня 2000 року сенатору від штату Массачусетс Едварду М. Кеннеді: «Я вважаю, що компанія… навмисно опустила звіти про токсичність печінки та спотворила серйозні побічні явища, які спостерігалися у пацієнтів під час клінічних досліджень».
21 березня 2000 року FDA вилучила препарат з ринку. Медичний працівник FDA Роберт І. Місбін надав у листі від 3 березня 2000 року до сенатора Джона Ешкрофта вагомі докази того, що троглітазон не є безпечним препаратом. Пізніше FDA пригрозила йому звільненням. На той час цей препарат був пов'язаний із 63 смертями від печінкової недостатності, а продажі компанії «Warner-Lambert» склали понад 2,1 мільярда доларів. У 1998 році препарат коштував 1400 доларів США на рік на одного хворого. Компанія «Pfizer», яка придбала «Warner-Lambert» у лютому 2000 року, повідомила, що вилучення троглітазону коштувало їм 136 мільйонів доларів.

## Механізми гепатотоксичності препарату
З моменту вилучення з обігу в 2000 році механізми гепатотоксичності троглітазону були широко вивчені за допомогою різноманітних методів як in vivo, так і in vitro, та обчислювальних методів. Ці дослідження припустили, що гепатотоксичність троглітазону є наслідком комбінації неметаболічних і метаболічних факторів. Неметаболічна токсичність є складною комбінацією взаємодії ліків і білків у печінці та жовчовивідній системі. Спочатку метаболічна токсичність була в основному пов'язана з утворенням реактивного метаболіту з тіазолідиндіонового та хроманового кілець троглітазону. Крім того, висловлено припущення, що утворення реакційноздатних метаболітів хінону та о-хінонметиду відбувається шляхом метаболічного окислення групи ОН хроманового кільця. Детальний квантово-хімічний аналіз метаболічних шляхів для троглітазону показав, що реакційноздатний метаболіт хінону утворюється шляхом окислення групи ОН, але реакційноздатний метаболіт о-хінонметіду утворюється шляхом окислення метильних груп орто- до група ОН хроманового кільця. Це розуміння нещодавно було використано при розробці нових похідних троглітазону з антипроліферативною активністю в клітинних лініях раку молочної залози.

## Судові позови
У 2009 році компанія «Pfizer» вирішила всі, крім трьох, 35 тисячі претензій щодо вилученого препарату від діабету троглітазон під торговою маркою «Резулін» на загальну суму близько 750 мільйонів доларів. «Pfizer», яка придбала свого конкурента «Wyeth» майже за 64 мільярди доларів, згідно з судовими документами заплатила близько 500 мільйонів доларів за врегулювання справ «Резуліна», об'єднаних у федеральному суді Нью-Йорка. Компанія також заплатила 250 мільйонів доларів за вирішення позовів до державного суду. У 2004 році вона виділила 955 мільйонів доларів на припинення справ, пов'язаних із троглітазоном.